# Jean Ninou Diatta
Jean Ninou Diatta , né le 5 octobre 1987 aux Parcelles Assainies, est un footballeur international sénégalais qui joue au poste de défenseur.

## Biographie
Jean Ninou Diatta est un footballeur sénégalais né le 5 octobre 1987 aux Parcelles Assainies qui joue au poste de défenseur. Il est international sénégalais de beach soccer. Jean Ninou Diatta évolue dans le club sénégalais de Golf Beach Soccer depuis 2016.
Ayant commencé à jouer avec l'équipe du Sénégal de beach soccer depuis 2019, Jean Ninou Diatta est triple champion d'Afrique de beach soccer (2021, 2022 et 2024). Il est sacré meilleur joueur de la coupe d'Afrique de beach soccer 2024.

## Palmarès
- Coupe d'Afrique des nations (1)
  - Vainqueur en 2021, 2022 et 2024

- Championnat du Sénégal (2)
  - Vainqueur en 2016 et 2024

### Distinction interne
- Meilleur joueur du Championnat du Sénégal de beach soccer en 2016[4] et 2024[5].

- Meilleur joueur de la Coupe d'Afrique des nations de beach soccer en 2024